# Панишко Сергій Дмитрович
Сергі́й Дми́трович Пани́шко (* 22 червня 1963, с. Кладьківка Куликівського району Чернігівської області) — український історик, археолог, краєзнавець. Дослідник Волині давньоруського часу та литовсько-польської доби. Кандидат історичних наук (1997), доцент.

## Біографія
Народився у селянській родині. 1986 року закінчив Київський університет, за спеціальністю — історик-археолог, викладач історії та суспільствознавства.
Наприкінці 1980-х — на початку 1990-х років очолював Давньоруську археологічну експедицію Волинського краєзнавчого музею.
1997 року захистив кандидатську дисертацію «Формування території Волинської землі у 12 — на початку 14 століття».
Від 1997 року викладач, у 1997—2004 роках — заступник декана історичного факультету, нині доцент кафедри археології, давньої та середньовічної історії України Східноєвропейського національного університету імені Лесі Українки; від 2008 року — директор Лабораторії науково-технічних експертиз історії Волині за сумісництвом.
Має 62 публікації, з них — 58 наукових і 4 навчально-методичного характеру.

## Археологічні дослідження

Сергій Панишко під час експедиції в Монастирьку, 1982 рік

Протягом кінця 1980-х —1990-х років під керівництвом Панишка С.Д. відбувалися археологічні розвідки та обстеження на території Ківерцівського району (вздовж річки Конопелька, Волинська область).
Провів археологічні дослідження:
- біля хутора Арматнів Ківерцівського району (городище-сховище давньоруського часу),
- у селі Коршів Луцького району (городище 12—13 століть),
- у селі Ветли Любешівського району (городище 12—13 століть),
- у місті Любомль (окольне місто давньоруського часу),
- у селі Човниця Ківерцівського району (городище-сховище 12—13 століть),
- на місці будівництва заводу «Кромберг і Шуберт Україна» у Луцьку (охоронні археологічні дослідження спільно з Віталієм Шкоропадом),
- на давньоруському поселенні 13—14 століть у селі Жидичин Ківерцівського району (спільно з Олексієм Златогорським),
- на городищі літописного Каменя 13—14 століть у місті Камінь-Каширський,
- на городищі літописного Угровська 13—14 століть у селі Новоугрузьке Любомльського району.

Проведені С. Д. Панишком у 1980—1990-х роках археологічні дослідження на давньоруських пам'ятках Волинського Полісся, які до цього періоду були обділені увагою дослідників, дали сенсаційні відкриття і неочікувані результати, привнесли новий джерелознавчий матеріал в історію Волині, регіону, повідомлення про який переважають у літописах ХІІІ ст.
Паралельно С. Панишком удосконалюється методика дослідження і консервації дерев'яних конструкцій та інших органічних матеріалів, датування кераміки післямонгольського часу.
С. Панишком виділений також окремий тип так званих «стіжкових» городищ, що споруджувалися на Волинському Поліссі на рубежі ХІІІ-XIV ст. Подібні пам'ятки широко відомі у сусідніх регіонах Польщі, де вони є залишками феодальних замків. На думку С.Панишка, такий тип городищ поширився у волинському регіоні саме звідти. Однією із основних причин спорудження стіжкових городищ, поверхня яких була піднята над навколишньою територією, за спостереженнями С.Панишка, було зволоження клімату починаючи з XII ст., внаслідок чого на Поліссі відбулося зростання рівня ґрунтових вод.
Однак, С. Панишко відмітив, що стіжкові городища Волинського Полісся суттєво відрізнялись від подібних пам'яток Польщі. Якщо переважна більшість останніх мала невеликі розміри і була приватними феодальними замками, то стіжкові городища Волинського Полісся є залишками дитинців невеликих феодальних міст. Процес становлення таких міст розпочався на рубежі ХІІ-ХІІІ ст. і був пов'язаний з економіко-соціальним розвитком Волинського регіону.

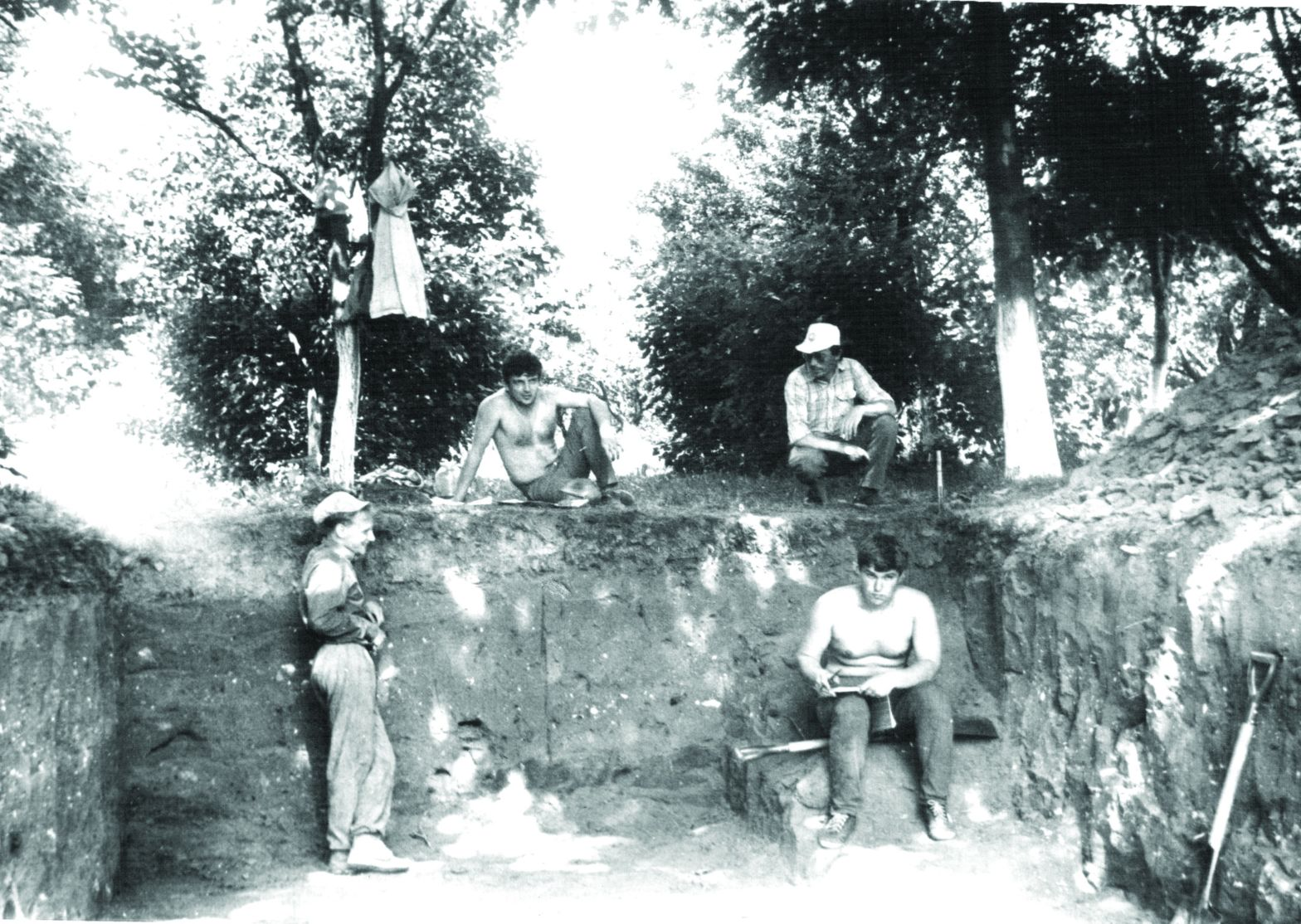
Сергій Панишко під час експедиції на хуторі Арматнів, 1988 рік

 С.Панишко виявив, дослідив і ввів у науковий обіг два городища-сховища Х-ХІ ст. у Луцькому мікрорегіоні — Арматнів і Човниця (нині завдяки йому ж перебувають під охороною держави як пам'ятки національного значення).
С.Д. Панишкові належить першість у локалізації та археологічному дослідженні літописного Угровська.
У давньоруських літописах Угровськ згадується сім разів впродовж 1204—1268 рр. Крім того, згадуються угровчани та монастир Св. Данила (Стовпника), що знаходився в місті. Поруч із першими згадками цього міста стоять одні з перших літописних згадок України. У літературі ще до С.Панишка неодноразово висловлювалась думка, що на початку XIII ст. Угровськ був центром Забужжя. Однак, детально як історія самого міста, так і його адміністративна роль в давньоруський період не розглядались. Однією з причин такої ситуації тривалий час була відсутність точної локалізації давньоруського городищ, яке б відповідало літописному Угровську.
Уперше згадку про місто зустрічаємо на початку XIII ст. У літописній статті за 1204 р, говориться:
|  | Олександр прия Угровєск, Верещин, Столп, Комов и да Василькови Белз». Невдовзі Забужжя було захоплене польським князем Лешком Білим. Літописна стаття 1213 р. фіксує повернення цього регіону під владу руських князів: «Даниложе возвратившуся к домови и еха с братом и прия Берестий, и Угровєск и Верещин и Столп Комов и всю Украину. |

Князь Данило будував Угровськ на території Володимирської землі як володимирський князь, але планував зробити місто центром незалежного від стольного Володимира князівства. На це вказує як створення тут єпископії, так і подальша історія Забужжя, центр якого згодом був перенесений до Холма. У літописі згадка про спорудження Угровська безпосередньо передує опису будівництва Холма. Автор літопису відобразив прагнення Данила Романовича створити нову князівську столицю.
Проблема локалізації давньоруського Угровська має досить багату історіографію. Так, С.М.Соловйов вслід за М.П.Погодіним розміщував Угровськ на місці сучасного Угруйська, що знаходився між Грубешевом і Белзом. В подальшому переважна більшість дослідників локалізували місто в іншому регіоні — на північний схід від Холма, в районі Волі Угруської. Вже О.М.Андріяшев локалізував місто саме там. Народні перекази другої половини XIX ст. зв'язували давньоруський Угровськ з підвищенням, що знаходилось у заплаві Західного Бугу біля села Стильно. У кінці XIX ст. на Волині були проведені значні археологічні дослідження, матеріали яких були опубліковні в «рос. Археологическая карта Волынской губернии» В. Б. Антоновича. Серед інших Антонович згадує і городище в с. Вільці Угруській. На той час городище було округлим, його площа становила 0,5 га. У 1897 р. у Вільці Угруській проводив розвідки М.Ф.Біляшівський. На жаль, городище у Вільці Угруській лишилось поза увагою істориків. М. С. Грушевський вважав, що літописний Угровськ розміщувався на лівому березі Західного Бугу. У 20-ті роки XIX ст. у районі Волі Угруської на правому березі Західного Бугу розвідкові роботи проводили М.Древко, М.Прошинський, В.Карашевський. В урочищі «Церковка» вони зібрали матеріали XI—XIII ст. Однак публікатор цих матеріалів М.Древко не зв'язував їх однозначно з давньоруським Угровськом. Провів тут розвідки у 1930-х роках і О.Цинкаловський. Після Другої світової війни територія городища увійшла до прикордонної зони, що надовго унеможливило доступ науковців до пам'ятки. В археологічних публікаціях 50-80 років ХХ ст. городище згадується з посиланням на матеріали О.Цинкаловського, але з літописним Угровськом прямо не зв'язується. Дещо відмінну позицію зайняв Павло Раппопорт, який вважав, що місто знаходилось поблизу сучасного села Стильно, в урочищі «Стужвіїв». У цей самий час історики локалізували місто дуже приблизно — в районі с. Угруська. М.Ф.Котляр вбачав "певну закономірність у тому, що археологи не виявили Угровська, оскільки він був оборонним замком, тому там не може бути слідів діяльності торгово-ремісничого населення. Самі ж оборонні споруди Угровська… були, швидше всього, зриті польськими феодалами у другій половині XIV ст., коли ними була захоплена більша частина Волині. У післявоєнний період польські історики однозначно локалізували давньоруський Угровськ на території Польщі. Так, С.Носек розміщував його в місці впадіння Угерки в Західний Буг. Починаючи з 1960-х років, до пошуків міста підключилися польські археологи. Так, у 1966 р. біля церкви у с. Угруську Я.Гурбою та І.Кутиловською були проведені розвідкові розкопки, результати яких, на жаль, залишились неопублікованими. Дослідниці давньопольського мистецтва Є.Смуліковська та У.Рутковська вважають, що давній Угровськ знаходився на території с. Угруськ, біля нинішньої православної церкви, яка була збудована в 1849 р. Вони ж вказали на існування в середньовічному Угровську митної комори. У 1980 р. територія Воля-Угруської гміни була суцільно обстежена на предмет виявлення пам'яток археології. Тоді в с. Угруськ біля церкви вдалося виявити культурний шар та курган. Стаціонарні дослідження цих пам'яток у 1988 р. провела У. Рушковська, яка констатувала відсутність будь-яких матеріалів, що б підтвердили існування тут ранньосередньовічного городища.
Ототожнення літописного Угровська з конкретною археологічною пам'яткою тривалий час було утруднене складною історією топоніміки мікрорегіону. Із затуханням життя на давньоруському городищі в середньовічний період десь на початку XV ст. Угровськ був перенесений на протилежний берег Західного Бугу, на місце сучасного села Угруськ в Польщі. Пізніше поблизу Угруська з'явився іще один населений, пункт — Воля (Вілька) Угруська. Причому, це село швидко зростало на обох берегах Західного Бугу. У 1939 р. через село пройшов державний кордон, до того ж радянська частина села була ліквідована, а її жителі виселені в село Новоугрузьке. Таким чином нині від давньоруського Угровська походять назви трьох великих населених пунктів, що розміщені навколо городища — Угруська та Волі Угруської на території Республіки Польщі і Новоугрузьке в Україні.
Восени 1995 р. С. Д. Панишко провів обстеження та археологічне дослідження городища, що знаходиться на правому березі Західного Бугу біля села Новоугрузьке Любомльського району Волинської області. Отримані результати дали йому змогу обґрунтовано локалізувати літописний Угровськ. У подальші роки дослідження на городищі були продовжені О. Остапюком та Ю. Мазуриком. Враховуючи розташування пам'ятки у прикордонній зоні, вона нині посильно грабується так званими «чорними» археологами.
Вивчаючи укріплення на городищах І тис. до н. е. — І тис. н. е., С.Панишко встановив, що найбільш ранніми з них були насипні ескарпи. Вже саме розміщення насипного місця на позитивній формі рельєфу (підвищенні), не зручному для господарської діяльності, вказує на важливість оборонних властивостей цього місця. У свою чергу заселення такого місця часто приводило до необхідності вирівнювання верхнього майданчика, і, відповідно, зсування ґрунту на схили внаслідок цього нівелювання. В результаті цього поселення, що і так розміщувалось у природно укріпленому місці, отримувало перші штучні укріплення — насипні ескарпи. Цей висновок С. Панишка важливий і для розуміння процесів появи війни як чинника в процесі розвитку людства. Такі укріплення, як і найдавніша зброя, були продукцією «подвійного використання», придатною як для цивільних, так і для військових потреб.

## Історичні дослідження
Використовуючи археологічні джерела з матеріалів власних досліджень, С. Д. Панишко провів досить цікаву і обґрунтовану реконструкцію історичних процесів, що проходили на Волині в давньоруський період у низці своїх публікацій. Встановив етапи зміни довкілля, демографічного та етнічного розвитку регіону.
На основі картографування археологічних пам'яток Волині давньоруського періоду, поєднаного з результатами стаціонарних досліджень опорних пам'яток, С.Панишко встановивособливості процесу формування території Волинської землі та становлення адміністративно-територіальної структури регіону. Причини політичної могутності давньоруської Волині він вбачає у економіко-соціальному розвитку регіону, який базувався на високому ресурсному потенціалі регіону та його сприятливому геополітичному положенні.
Датування оборонних укріплень літописного Каменя на основі отриманих під час археологічних досліджень матеріалів дозволило С.Панишко визначити будівничого міста (сучасного Каменя-Каширського — районного центру Волинської області) — літописного Олексу, будівельна діяльність якого припадає на князювання Василька Романовича і Володимир Василькович.
На основі знову ж таки власних археологічних досліджень, спостережень та джерел С.Панишком була висунена і обґрунтована концепція існування Угровського князівства за часів Данила Галицького, що нині прийнята як науково достовірна багатьма вітчизняними та іноземними дослідниками. До складу князівства в першій третині ХІІІ ст., окрім самого Угровська, входили Верещин, Столп'є, Комов, Ухані, Щекарів. Спорудження князем Данилом міста Холм близько 1237 року та поява інших чисельних міст у регіоні, головним чином на лівому березі Західного Бугу, привело до перенесення столиці Забужжя з правого берега на лівий. Розташування Угровська на лівому березі та окраїні князівства було невигідним і у військовому відношенні, оскільки він був незахищений укріпленими пунктами від нападів з півночі.
С. Д. Панишко також реконструював розміри, територіальну структуру та історію Ратенського князівства XIV—XV століть, яке послужило основою утворення так званого Ратенського, або Поліського клину коронних земель, який глибоко врізався в територію Великого князівства Литовського і до Люблінської унії часто ставав причиною проблем у відношеннях між Польщею і Литвою.
Проаналізувавши літописні джерела та події останньої чверті 13 століття, Сергій Панишко дійшов висновку, що 1286 року засновник міста Любомля Володимир Василькович їздив до Ногая узгодити питання про передачу у спадщину Володимирського князівства Юрію Львовичу. Правда, згідно з Галицько-Волинським літописом, володимирський князь передав свої володіння князю Мстиславові Даниловичу Луцькому, тому виникає думка про іншу причину поїздки до Ногая. Проте Панишко у праці «Поїздка волинського князя Володимира Васильковича до Ногая у 1286 році» (2007) доводить, що поїздка Володимира Васильковича не вкладалася в жоден канон візитів руських князів. У той час у Золотій Орді не мінявся хан, тож представлятися новому правителеві не треба було. Ногай виконував роль темника. Крім того, Володимир Василькович не мав на меті будувати тісні зв'язки з татарами, бо не віз із собою дружини, єдиної застави, яка свідчила б про це (дітей у князя не було). Нарешті, Володимир Василькович не мав на меті просити військової допомоги для походу, скажімо, проти поляків, бо не любив військових походів, був смертельно хворим на рак горла.
Те, що літопис не пише про причину поїздки Володимира Васильковича до Ногая, Панишко пояснює редакторською правкою: літописець уникав подачі інформації про позитивні контакти князя з татарами. Повідомлення про причину візиту могло бути вилучене з літопису за часів князювання у Володимирі Мстислава Даниловича, бо щодо нього воно мало дискримінаційний характер.
Аналізуючи, чому Володимир Василькович планував передати свої володіння саме Юрію Львовичу, Панишко зазначає, що 1286 року володимирський князь був у найтісніших контактах з Юрієм Львовичем. Крім того, за задумом Ногая, землі південно-західної Русі мали концентруватися в руках Левової гілки князівського роду. Цим і пояснюється причина поїздки смертельно хворого Володимира Васильковича до Ногая.

## Праці
1. Структура Волинської землі середини XIV ст. // Родовід. — 1992. — № 3.
2. (рос.)К вопросу о влиянии естественных факторов на фортификационное строительство в западных регионах СНГ в I тыс.до н.э. — I тыс. н.э. // Slavia antiqua. T. XXXVI. Rok 1995.
3. Археологічні дослідження літописного Каменя // Минуле і сучасне Волині та Полісся. Камінь-Каширський в історії Волині та України. Науковий збірник. Випуск 20. — Луцьк, 2006. —С.14-19.
4. До проблеми локалізації давньоруського Угровська // Київська старовина. — Київ. — 1997. — № 5.- С.168-177.
5. (пол.)Badania archeologiczne latopicowego Uhrowieska // Archeologia Polski środkowowschodnie. III. — Lublin-Chełm-Zamość, 1998 (у співавторсті з Ю.Мазуриком та О.Остапюком).
6. Формування території Волинської землі в ХІ — середині XIV ст. //Науковий вісник Волинського державного університету імені Лесі Українки. Історичні науки. — 2000. — № 3.
7. Волинь в ХІ — на початку ХІІ ст. // Літопис Волині. — Луцьк, 2001. — № 1.
8. Післямонгольська Волинь // Науковий вісник ВДУ ім. Лесі Українки. Серія Історичні науки. — 2001. — № 10.
9. Ратенське князівство // Київська старовина. — 2001. — № 5. — С.140–147.
10. Угровське князівство Данила Романовича // Король Данило Романович і його місце в українській історії. Матеріали міжнародної і наукової конференції. — Львів, 2003. — С.58-65.
11. Економічні чинники у процесі формування території Волинської землі // Літопис Волині. — Луцьк, 2003. — Ч.2.
12. Давньоруський Коршів // Минуле та сучасне Волині та Полісся: Ковель і ковельчани в історії України та Волині. Збірник наукових праць. — Ч. 2, Луцьк, 2003.
13. Формування сільськогосподарської округи Луцька в давньоруський період // Археологічні дослідження Львівського університету / За ред. Р. Береста. — Львів: Львівський нац. ун-т ім. Івана Франка, 2004. — С. 159—168.
14. Природні чинники в історії Волині // Волинський музей: історія і сучасність. Науковий збірник. Випуск 3.  — Луцьк, 2004. — С.358-359.
15. Дослідження ранньосередньовічного Любомля // Замосцько-волинські музейні зошити. Т. ІІ., Замосць, 2004.
16. Поїздка волинського князя Володимира Васильковича до Ногая у 1286 р. // Київська старовина, 2007. — № 2. — С.3-16.
17. Військові дії на Волині у давньоруський період // Минуле і сучасне Волині та Полісся. Сторінки воєнної історії краю. Науковий збірник. Випуск 30. — Луцьк, 2009. — С.152-154 (у співавторстві з Златогорським О. Є.).
18. Історичне краєзнавство. Методична розробка. — Луцьк: РВВ «Вежа» ВДУ ім. Лесі Українки, 2007.
19. Музеєзнавство. Робоча навчальна програма для студентів спеціальності «Історія». — Луцьк: РВВ «Вежа» Волинського національного університету ім. Лесі Українки, 2008.